# Cofradía del cristo de la Victoria (Cáceres)
La Cofradía Dominicana del Santísimo Cristo de la Victoria, Nuestra Señora del Rosario en sus Misterios Dolorosos y San Juan Macías, más conocida como Cofradía Dominicana o de la Victoria, es una hermandad de la Semana Santa de Cáceres, en España.
La hermandad erigida canónicamente en el año 2009, tiene su origen en torno a la orden de predicadores dominicos residentes en el periférico barrio de la Mejostilla en Cáceres. Su vinculación con la orden y la falta de cofradías penitenciales en esa zona de la ciudad supusieron el impulso necesario para la creación de esta Hermandad.
Su sede canónica se encuentra actualmente en el Templo Parroquial de San Juan Macías (barrio de la Mejostilla, distrito Norte) y procesiona el Sábado Santo por la tarde-noche.

## Historia
Tras la finalización de las obras en el templo parroquial en 2007, los Padres Dominicos al frente del mismo deciden encargar una talla del Cristo de la Victoria a imagen del venerado en la localidad cacereña de Serradilla. El Cristo fue tallado los talleres Artemartínez, de Horche (Guadalajara) y se bendice el Domingo de Ramos de ese año y va ganando en devoción por todo el barrio en los años sucesivos en los que, aún sin cofradía propia, sale en vía crucis durante la cuaresma.
En 2009, gracias a la petición surgida en el seno de la feligresía, el párroco Juan Carlos González, se hace cargo de elevar la solicitud al obispado, consiguiendo que el 20 de noviembre de 2009 el Obispo de la Diócesis de Coria-Cáceres Francisco Cerro Chaves erigió canónicamente a la cofradía.
En 2010 la Cofradía trata de procesionar por primera vez y lo hace en una fecha inusual, el Miércoles de Pasión, aunque la lluvia impide su salida. Ese mismo año participaría por primera vez en el llamado Santo Entierro Magno siendo su primera procesión, tanto por el centro de la ciudad como l siendo cofradía penitencial.
Ya en 2011, traslada su salida al Sábado de Pasión y logra procesionar por primera vez por el barrio de la Mejostilla, manteniendo su recorrido hasta 2014. En ese año la cofradía llegó al centro, tras una nueva suspensión en 2013, y desde entonces repite su llegada hasta la ciudad monumental cada año. Primeramente los pasos se recogían en el Palacio Episcopal, posteriormente, tras su paso al Sábado Santo, se recogerían en el Palacio ACISJF. 
En 2016 fruto de la donación por parte de una familia de la feligresía, llega a la Hermandad la imagen de Nuestra Señora del Rosario en sus Misterios Dolorosos, tallada por el Cordobés Manuel Luque Bonillo. En el 2017 con la primera salida de la Virgen se produce el hermanamiento con la Hermandad Universitaria de Jesús Condenado, durante la procesión puede verse a hermanos de esta corporación cargando los pasos de la Victoria con su túnica y verduguillo negros. Desde entonces procesiona con los dos pasos. 
A partir del año 2019, en honor al X Aniversario de fundación de la cofradía, esta aprueba en cabildo general el traslado de estación de penitencia de las vísperas al Sábado Santo, un día de salida más acorde a la iconografía de su titular cristífero. 
Desde sus inicios la cofradía crea un lazo muy especial con el barrio y la parroquia, nacida de esta celebra la Octava del Corpus o Corpus Dominico y las celebraciones en torno a San Juan Macías, Santo Domingo y a Ntra. Sra. del Rosario. Este vinculo se ve más notablemente en sus hábitos, ya que los hermanos adoptan el habito dominico con ciertos cambios para su procesión. 

## Imaginería de la Hermandad

### Santísimo Cristo de la Victoria
Se trata de una imagen de Cristo triunfante sobre la muerte, una iconografía alegórica conocida como Varón de Dolores. La talla muestra a Cristo abrazado a la cruz en actitud victoriosa sobre los símbolos de la pasión y con todos los signos de la misma en su cuerpo. El cristo fue tallado en los talleres de Artemartinez de Horche y fue bendecido en 2007. En el año 2012 la imagen fue retocada notablemente por el imaginero Alejandro Montes de Oca.

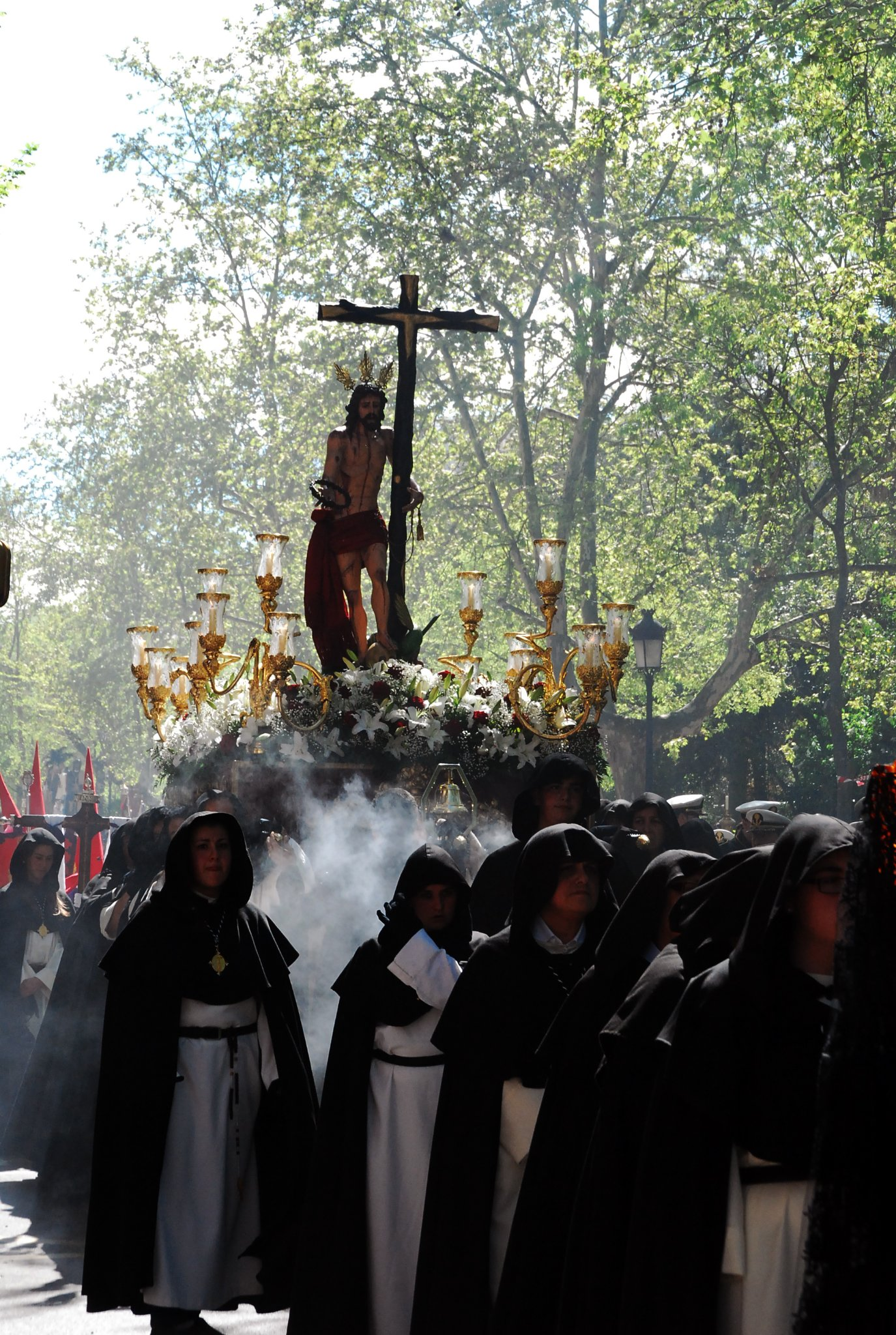
Stmo. Cristo de la Victoria durante la procesión magna de 2015

### Nuestra Señora del Rosario en sus Misterios Dolorosos
Tallada en 2016 por Manuel Luque Bonillo. Se trata de una imagen de Virgen dolorosa con las manos entrelazadas en actitud rogativa. Su expresión refleja profunda tristeza con una cara plagada con siete lágrimas. Su advocación es muy propia de la congregación Dominica tan vinculada a la Cofradía, añadiendo los misterios dolorosos de María a la misma como reflejo de su carácter penitencial.

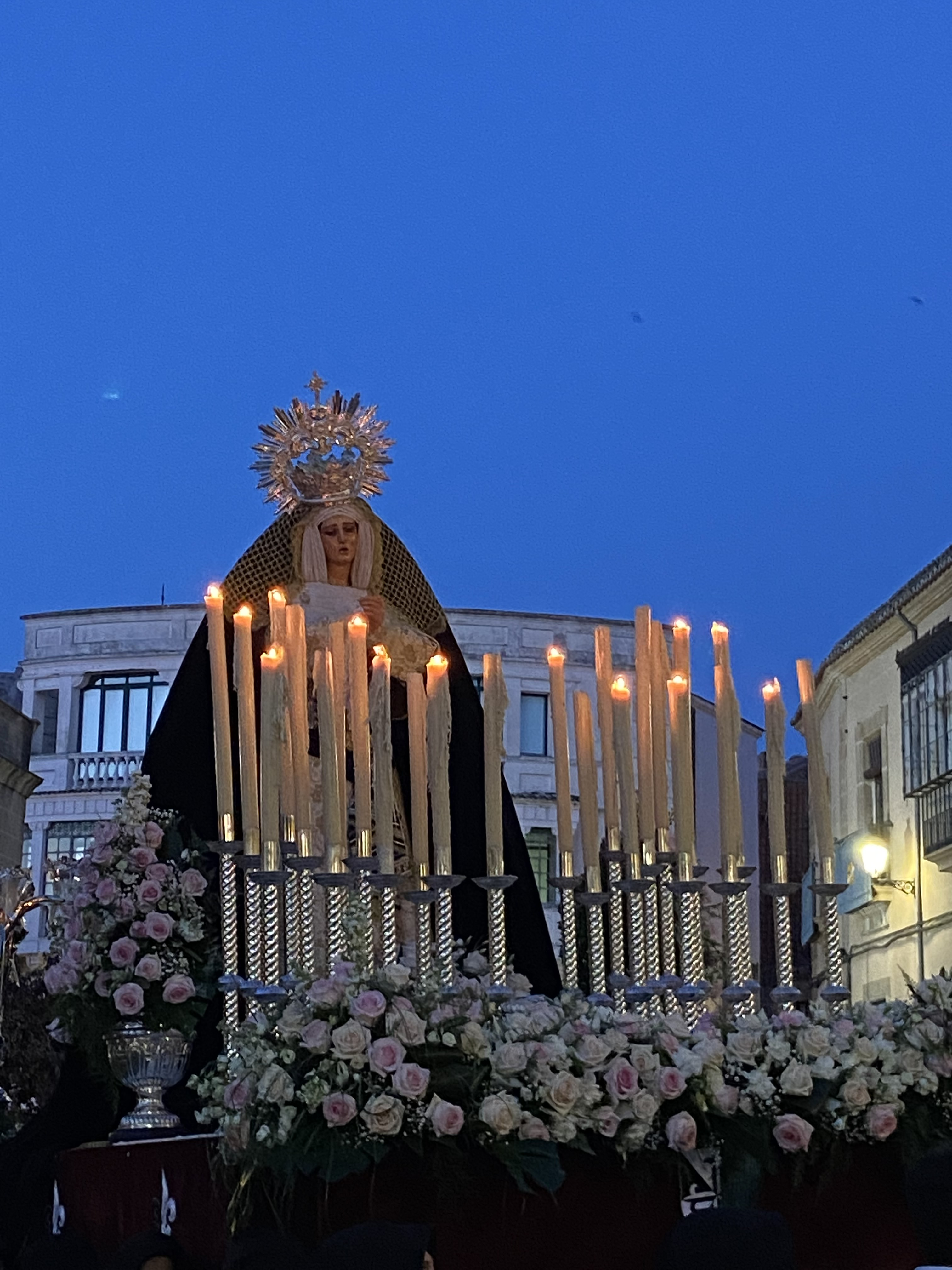
Ntra. Sra. del Rosario en sus Misterios Dolorosos en su paso procesional

## Procesión
La salida procesional de esta Hermandad se produce el Sábado de Pasión y lo hace a través de un recorrido largo y único dentro de la Semana Santa de Cáceres, partiendo desde su barrio de la Mejostilla y llegando hasta el centro de la ciudad. A lo largo del recorrido destaca su paso por la residencia de mayores de Ciudad Jardín donde realiza un emotivo acto con los residentes y la llegada a la plaza donde ambos pasos caminan en paralelo y son recibidos por la Hermandad Universitaria de Jesús Condenado.

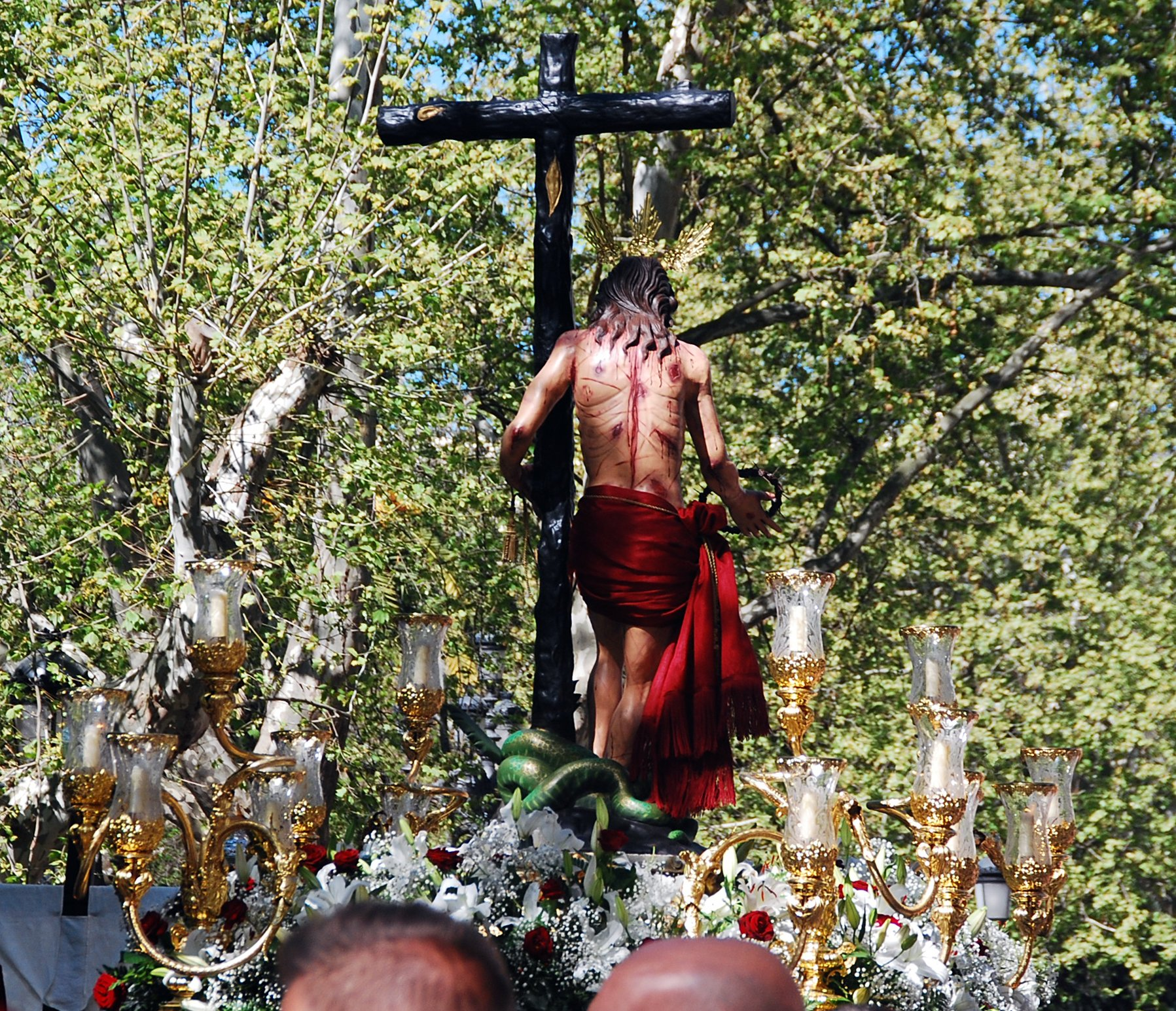
Paso del Stmo. Cristo durante la procesión

#### Hábito
Hábito dominico con túnica blanca, correa de cuero negra con rosario
al lado izquierdo, capa o capelina con capucha y guantes negros.

#### Pasos
- Santísimo Cristo de la Victoria (Artemartinez, 2007; Reformado por Alejandro Montes de Oca, 2012)

- Ntra. Sra. del Rosario en sus Misterios Dolorosos (Manuel Luque Bonillo, 2016)

#### Itinerario
Templo Parroquial de San Juan Macías (17:00), Ana Mariscal, puente
de la Mejostilla, Bartolomé José Gallardo, Julián Perate Barroeta, Arsenio Gallego, avenida Héroes de Baler, Lope de Vega, de San Blas, Peñas, plaza de
la Audiencia, Muñoz Chaves, plaza del Duque, Gabriel y Galán, Plaza Mayor,
Gran Vía, plaza de San Juan y Palacio ACISJF (21:30). 

#### Acompañamiento Musical
- AM Ntra. Sra. de la Misericordia (Cáceres)